# Anambra
Anambra és un estat del sud-est de Nigèria. El seu nom és la forma anglicanitzada d'"Oma Mbala", el nom nadiu del riu Anambra La seva capital és Awka. Onitsha és el centre comercial més important i Nnewi és el principal centre industrial. El sobrenom de l'estat és Light Of the Nation (Llum de la Nació). Anambra és fronterer amb els estats: Delta, al seu oest; Imo i Rivers al seu sud; Enugu al seu est; i Kogi al seu nord. L'origen del seu nom prové del riu Anambra (Omambala), que és tributari del riu Níger. L'Estat d'Anambra és a la regió històrica i cultural d'Igboland.
El grup majoritari d'Anambra és el poble igbo (98% de la població). Aquests viuen al nord i a l'oest de l'estat.
Anambra és el vuitè estat de Nigèria segons la seva població absoluta i el segon més densament poblat, després de l'estat de Lagos. La zona dels 45 km entre Oba i Amorka conté un grup de nombroses poblacions molt populoses que dona a la zona una densitat de població estimada de 1.500-2.000 hab/km².

## Geografia i recursos
Anambra és un estat ric en gas natural, petroli cru, bauxita i ceràmica i la totalitat del seu sòl és arable.
El 2006 s'hi va inaugurar la primera refineria privada nigeriana (Orient Petroleum Refinery (OPR) a la zona de Nsugbe-Umuleri. Aquesta refineria té una capacitat per a produir 55.000 bidons de petroli al dia.
A més a més, l'estat d'Anambra és ric en recursos agro-alimentaris com la pesca i la ramaderia, aíxí com l'agricultura. Actualment Anambra té el percentatge més baix de pobresa de Nigèria.

## Història
Anambra té una història que es pot seguir des del segle IX a. de C. Són importants les excavacions arqueològiques d'oraukw i Ezira; a la zona hi ha moltes restes d'artesania en ferro, coure i ceràmica del Regne de Nri.
Durant la Guerra de Biafra els enginyers de Biafra van construir una pista d'aterratge a Uli/Amorka.
L'antic estat d'Anambra fou creat el 1976, d'una escissió de l'Estat Est-Central, amb capital a Enugu. Posteriorment, el 1911, aquest fou dividit en dos estats: Enugu i l'actual estat d'Anambra.

## Cultura i turisme

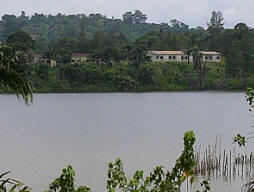
Agulu Lake

La llengua majoritària d'Anambra és l'igbo. Aquesta es parla a les LGAs Aguata, Anambra, Awka, Idemili, Ihiala, Njikoka, Nnewi i Onitsha. També es parla l'igala a la LGA d'Anambra i la llengua aduge a la LGA d'Oyi i l'mbembe, Cross River a la LGA d'Abakaliki.
El llac Agulu Crocodile està a prop d'Awka. Té potencial turístic i és la llar d'uns tres-cents cocodrils i tortugues d'aigua. Al llac no s'hi permet la pesca i els cocodrils, que són considerats sagrats, no es poden matar. Una llegenda diu que aquests cocodrils s'utilitzaren contra els enemics de la ciutat a la guerra civil de Nigèria. Es creu que aquests animals es transformaven a si mateixos en donzelles atractives i ofegaven als soldats enemics al llac. Els cocodrils i les tortugues ocupen les ribes del llac a la nit.
Les coves Ogbunike estan llistades per la UNESCO com a Patrimoni de la Humanitat. És un dels llocs que acull més turistes d'Anambra. Té una vegetació molt atractiva i una cascada. Estan situades a Ogba hills Ogbunike.
El Museu Igbo Ukwu: Igbo Ukwu és una antiga ciutat coneguda per la seva artesania en bronze. S'hi ha trobat restes arqueològiques importants del segle IX.
Altres potencials turístics i festes culturals són:
- Ijele Masquerade, llistada per la UNESCO com patrimoni cultural intangible.[7] És un festival de dansa.
- Festa anual New-Yam Festival.
- Festival Aguluzigbo New-Yam.
- Festival Ozubulu New-Yam.
- Mascarada Ozoebunu de Ozubulu.
- Festivals Ajana-Ukwu i Igu d'Omor.

## Educació

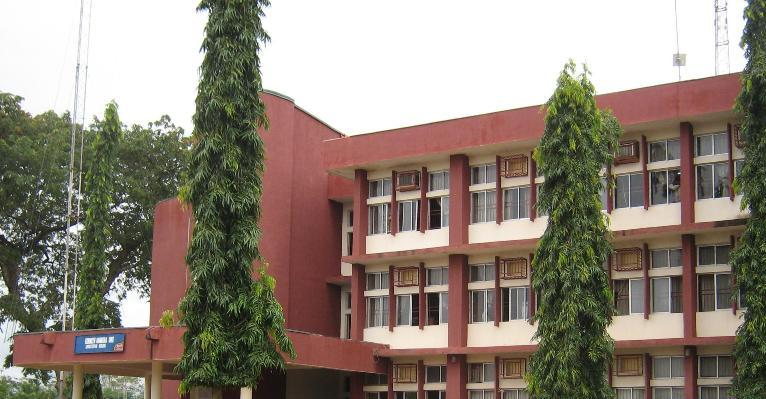
Nnamdi Azikiwe University

Awka, la capital de l'estat, també és el centre metal·lúrgic i de la indústria de les talles de Nigèria. A nivell educatiu, Anambra és un centre d'excelència. Hi ha la Universitat Nnamdi Azikiwe a Awka.
La Universitat Estatal d'Anambra, coneguda com a Universitat Estatal d'Anambra de Ciència i Tecnologia (ASUTECH) té dos campus: a Uli i a Igbariam; la Politecnica Federal, Oko, té la seu a Nsugbe. També hi ha universitats privades: Universitat de Tansian; Universitat d'Umunya i Madonna, d'Okija.
A l'estat hi ha un nivell alt d'alfabetització.

## Ciutats i divisions administratives

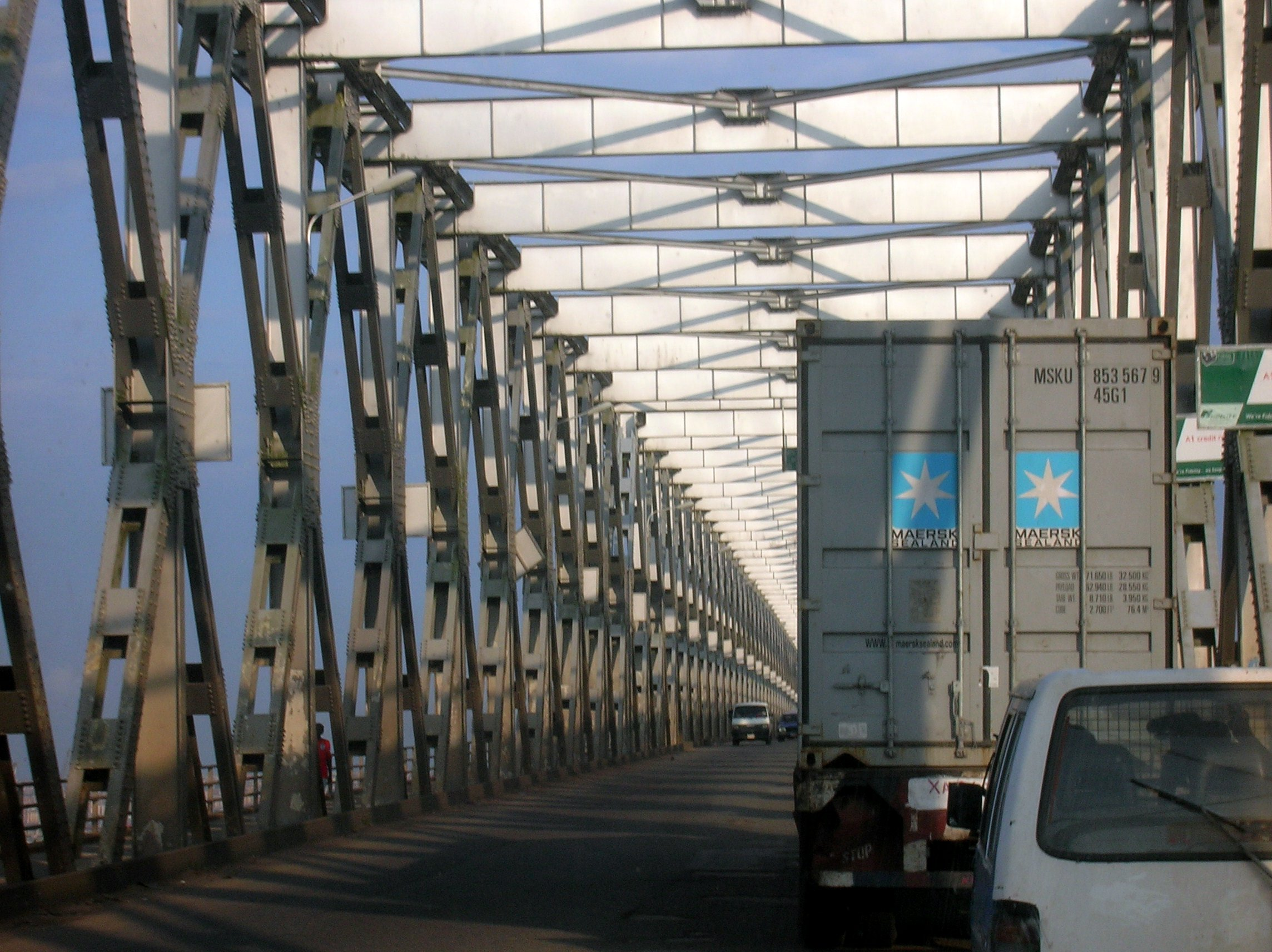
Niger Bridge - Porta d'Anambra

El 60% de la població d'Anambra és urbana. Els centres urbans més importants de l'estat són Onitsha, Nnewi i Awka. Awka i Onitsha ja eren centres urbans pre-colonials i Onitsha és una ciutat que té un important port fluvial i un centre comercial.
Onitsha és el centre comercial que ha tingut un creixement més ràpid. Nnewi (la Taiwan de Nigèria) ha patit un ràpid desenvolupament industrial i ha esdevingut un centre comercial important. Awka, a l'esdevenir capital estatals se li ha reconegut la seva importància pre-colonial.

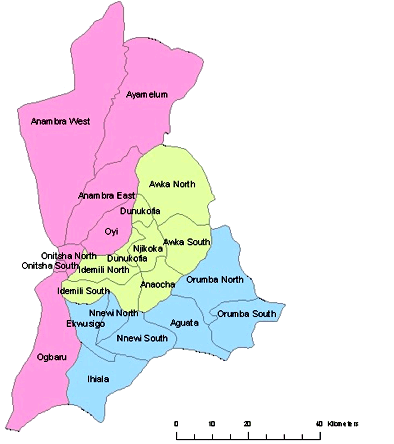
Mapa de les LGA d'Anambra

A Anambra hi ha 21 Àrees de Govern Local: Aguata, Awka North, Awka South, Anambra East, Anambra West, Anaocha, Ayamelum, Dunukofia, Ekwusigo, Idemili North, Idemili South, Ihiala, Njikoka, Nnewi North, Nnewi South, Ogbaru, Onitsha North, Onitsha South, Orumba North, Orumba South i Oyi.

## Personalitats notables

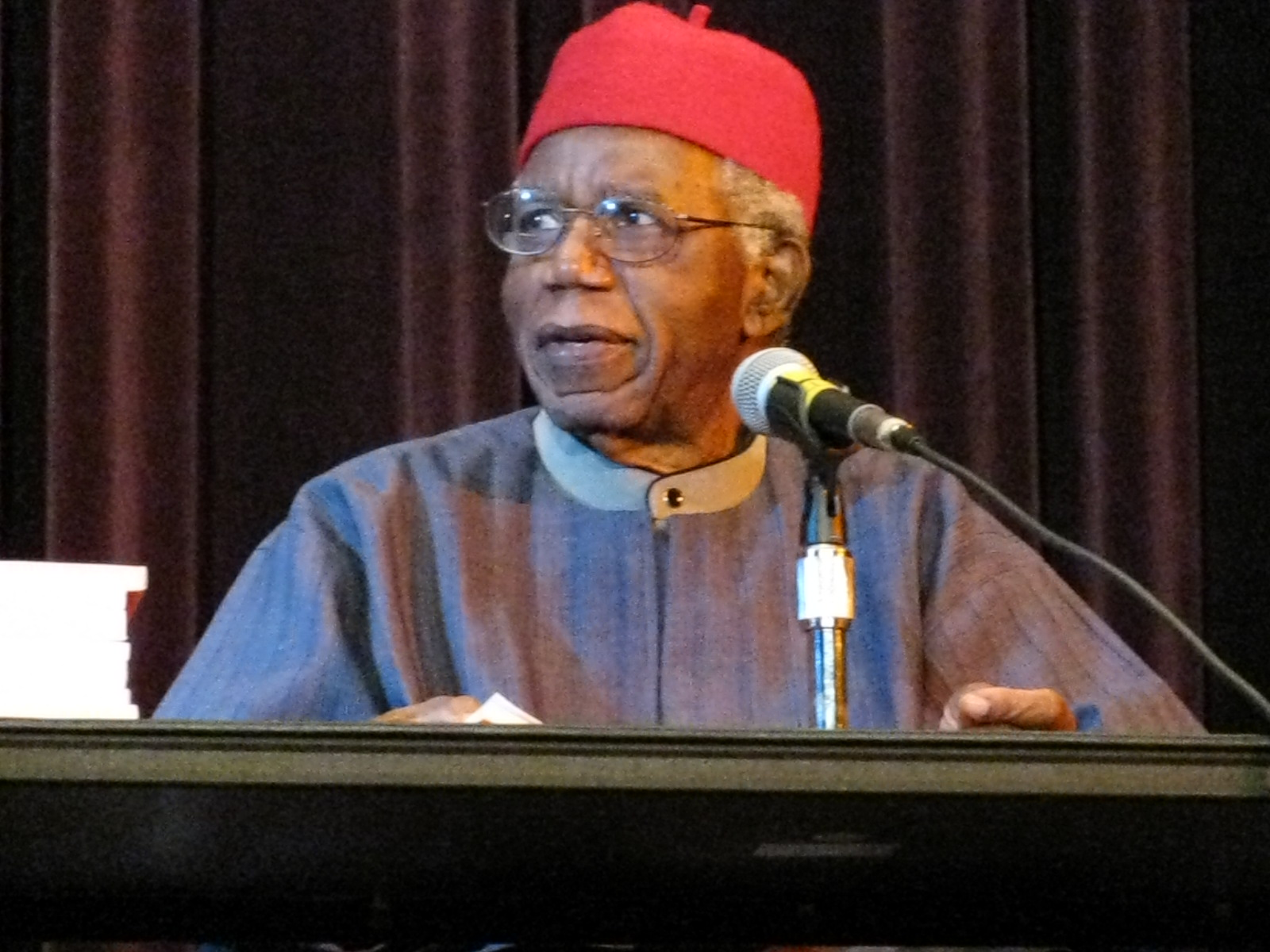
Chinua Achebe

Tot i ser un estat relativament petit, Anambra ha produït un nombre important de personalitats notables de Nigèria:
- Nnamdi Azikiwe. Primer president de Nigèria.
- El Dr. Alex Ifeanyichukwu Ekwueme, polític, arquitecte i el primer vicepresident de Nigèria entre el 1979 i el 1983.
- Chinua Achebe, escriptor.
- Teco Benson, director de cinema de Nollywood.
- El prof. Uche Okeke, artista.
- Emeka Anyhaoku, el primer Secretari General de la Commonwealth.
- Nwafor Orizu, el primer president del Senat de Nigèria.
- El lloctinent-General Chikadibia Isaac Obiakor, nomenat per Ban Ki-Moon com tutor Militar de les Operacions de Pau de l'ONU.
- El prof. Humphrey Nwobu Nwosu. Professor de Ciències Polítiques.
- Chinyelu Onwurah, una política del Partit Laborista (Regne Unit) que fou elegit parlamentari per Newcastle-upon-Tyne i primera dona del parlament britànic d'origen africà.
- Chuka Umunna, un parlamentari del Partit Laborista de Gran Bretanya.
- El prof. Kenneth Dike, professor d'història d'Àfrica. Fundador dels Arxius Nacionals de Nigèria.
- El prof. Ben Enwonwu. Escultor.
- Pius Okigbo. Economista.
- El prof. Samuel Okoye. Astrònom.
- El Cap Jerome Udoji. Primer oficial africà de l'administració colonial britànica.
- Amobi Okoye. Jugador de futbol americà més jove de la NFL (2004). Actual jugador dels Houston Texans.
- Chimamanda Adichie. Escriptora, guanyadora del premi Orange per obra de Ficció (2007).
- Dora Akunyili, políotica. Ministre d'Informació de Nigèria.
- Cardenal Francis Arinze, considerat com papa potencial.
- El Prof. Txike Obi. Matemàtic i polític.
- Louis Odumegwu Ojukwu. Considerat el primer milionari Nigerià.
- Emeka Ojukwu. Líder secessionista de Biafra.
- Osita Osadebe. Músic
- El Prof. Charles Chukwuma Soludo, Economista.
- Chinwe Chukwuogo-Roy. Artista visual. Primer pintor negre a pintar un retrat de la reina Elisabet II del Regne Unit.
- El prof. J.O.C. Ezeilo. Matemàtic.